# 刘长瑜
刘长瑜（1942年1月14日—），原名周长瑜，女，原籍江苏无锡，生于北平，中华人民共和国京剧表演艺术家，第四、八、九、十、十一届全国人大代表，第六、七届全国政协委员，第十一届全国人大教科文卫委员会委员，曾任国家京剧院副院长、艺术指导，第五、六届中国戏剧家协会副主席，中国京剧艺术基金会理事长。

## 生平
周长瑜在1942年出生于北平，父亲周大文曾任北平市市长，母亲刘氏是父亲的三太太。因父亲的历史问题，周长瑜在六十年代与父亲脱离父女关系，并改为母姓。她于1951年考入中国戏曲学校学习京剧，工青衣、花旦、刀马旦，师从筱翠花（于连泉）、赵桐珊、华慧麟等。1958年起得到京剧大师荀慧生亲授。1959年5月毕业后分配到中国戏曲学校实验京剧团任演员，1962年6月调至中国京剧院四团。刘长瑜还曾向雪艳琴、李玉茹、陈伯华、童芷苓、俞振飛等名家学艺。因在革命样板戏《红灯记》中饰演天真活泼而又坚强勇敢的革命少女李铁梅一角而被广大观众熟知。刘长瑜在80年代后期成为中国京剧院主演。

## 代表劇目
刘长瑜的代表剧目包括《賣水》《春草闖堂》《紅燈記》《辛安驛》《紅樓二尤》《坐樓殺惜》《十三妹》《秋江》。

## 获奖与荣誉
- 1979年，被文化部评为“三八红旗手”[2]
- 1979年，以《红灯记》庆祝建国30周年献礼演出演员一等奖[2]
- 1981年，以《紅樓二尤》獲文化部頒發個人表演一等獎[2]
- 1983年，以《春草闖堂》獲首屆中國戲劇“梅花獎”[2]
- 1992年，獲中國唱片總公司頒發的“金唱片獎”[15]
- 1993年，獲“梅蘭芳金獎大賽”（旦角組）金獎

## 个人生活
1967年初，刘长瑜与实验剧团的一位老生演员结婚，但丈夫不久后病逝。1968年，刘长瑜再嫁戏校时期的同学、时任中国京剧团武戏编导白锡文，二人育有一子。